# 名古屋市立旭出小学校
名古屋市立旭出小学校（なごやしりつ あさひでしょうがっこう）は、愛知県名古屋市緑区旭出にある公立小学校である。

## 交通アクセス
- 名鉄名古屋本線 鳴海駅下車 徒歩約20分
- 名古屋市営バス（名古屋市交通局） 中旭出バス停下車 徒歩約5分
- 名鉄バス 中旭出バス停下車 徒歩約5分